# Banksja

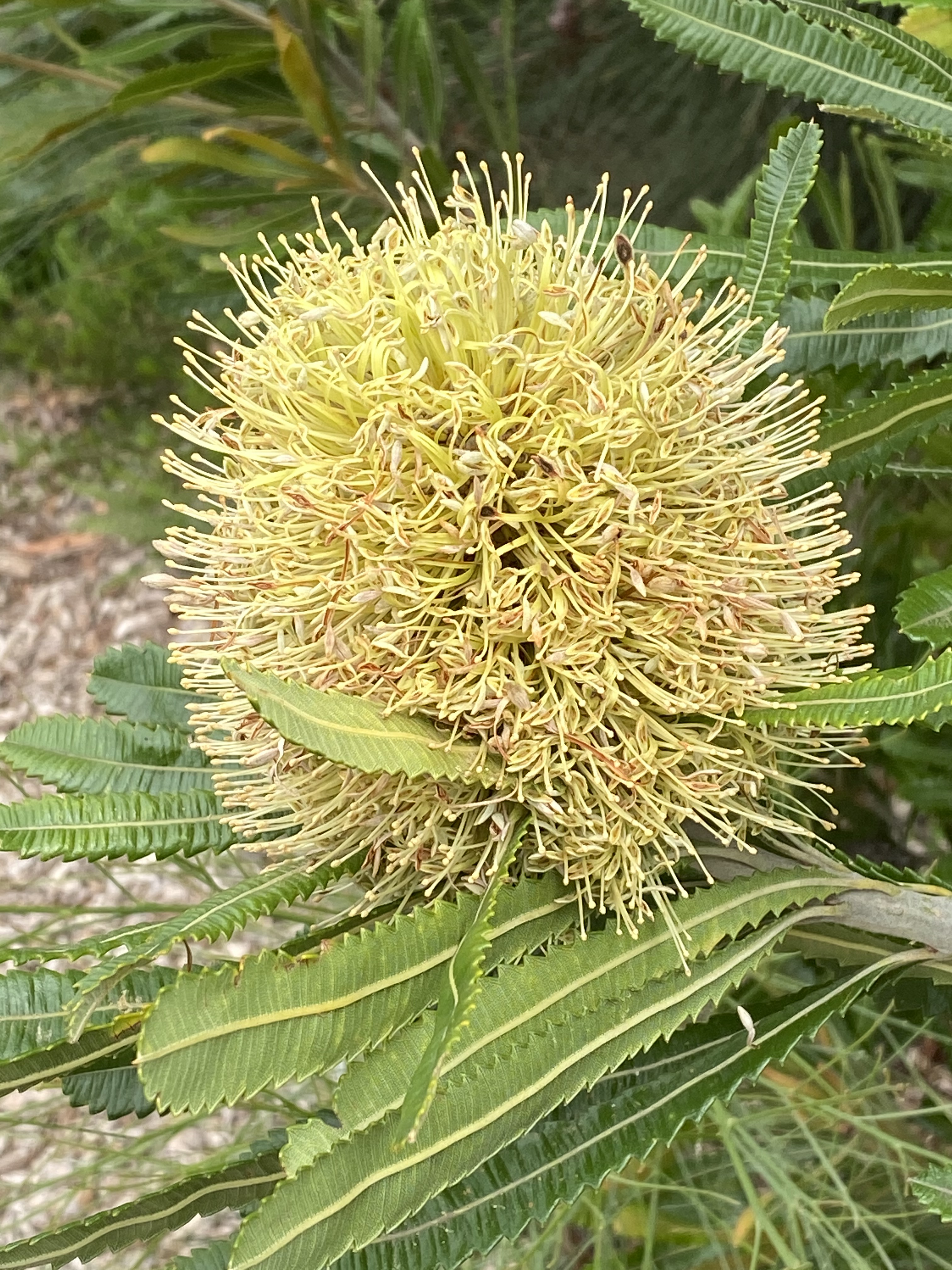
Banksia aemula

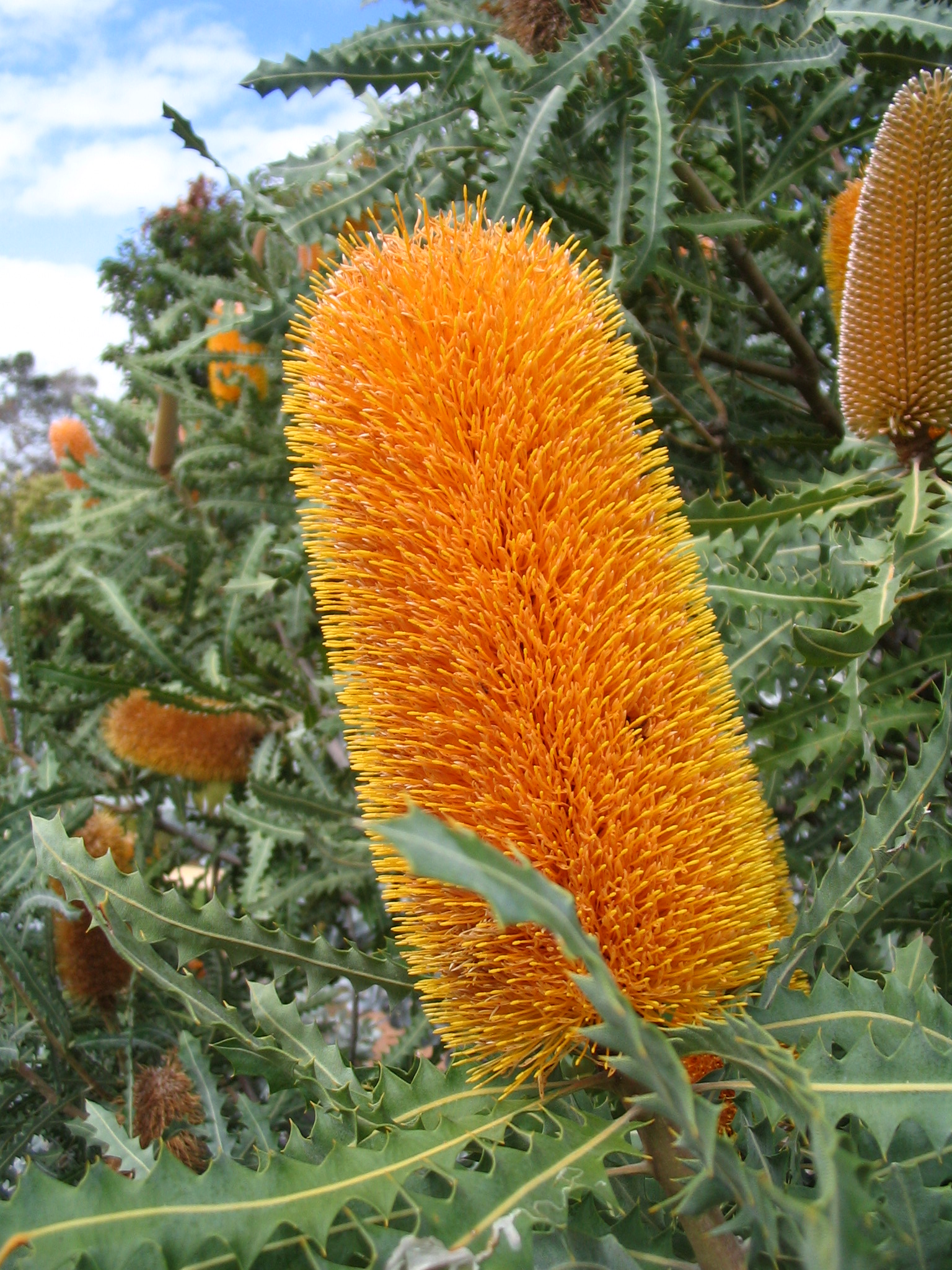
Banksia ashbyi

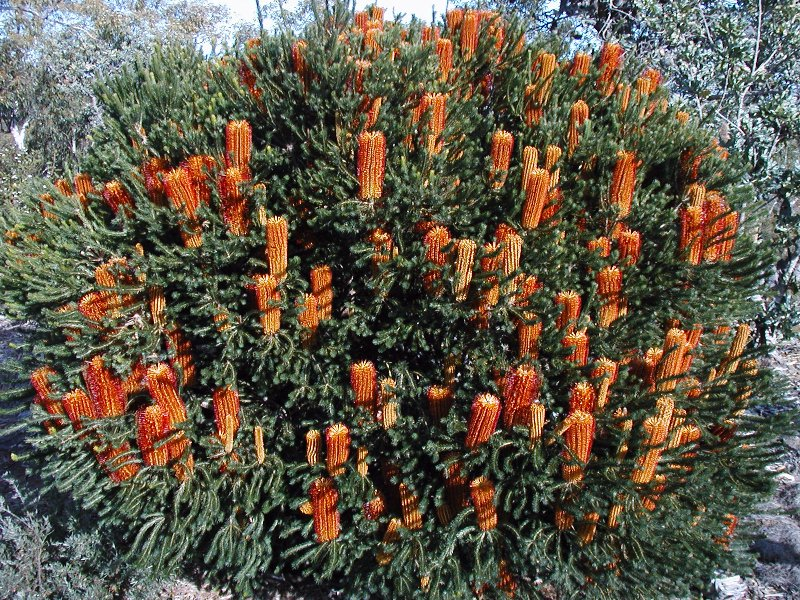
Banksia ericifolia

Banksja (Banksia) – rodzaj wiecznie zielonych drzew i krzewów należących do rodziny srebrnikowatych. Obejmuje 183 gatunki. Rośliny te występują w Australii, głównie w jej południowo-zachodniej części. Kwiaty zapylane są przez ptaki (np. miodojady) oraz torbacze. Banksje są pirofitami – nasiona często uwalniane są dopiero w wyniku pożaru buszu. Niektóre gatunki są uprawiane jako rośliny ozdobne.
Nazwa rodzaju pochodzi od nazwiska angielskiego biologa Josepha Banksa.

## Morfologia

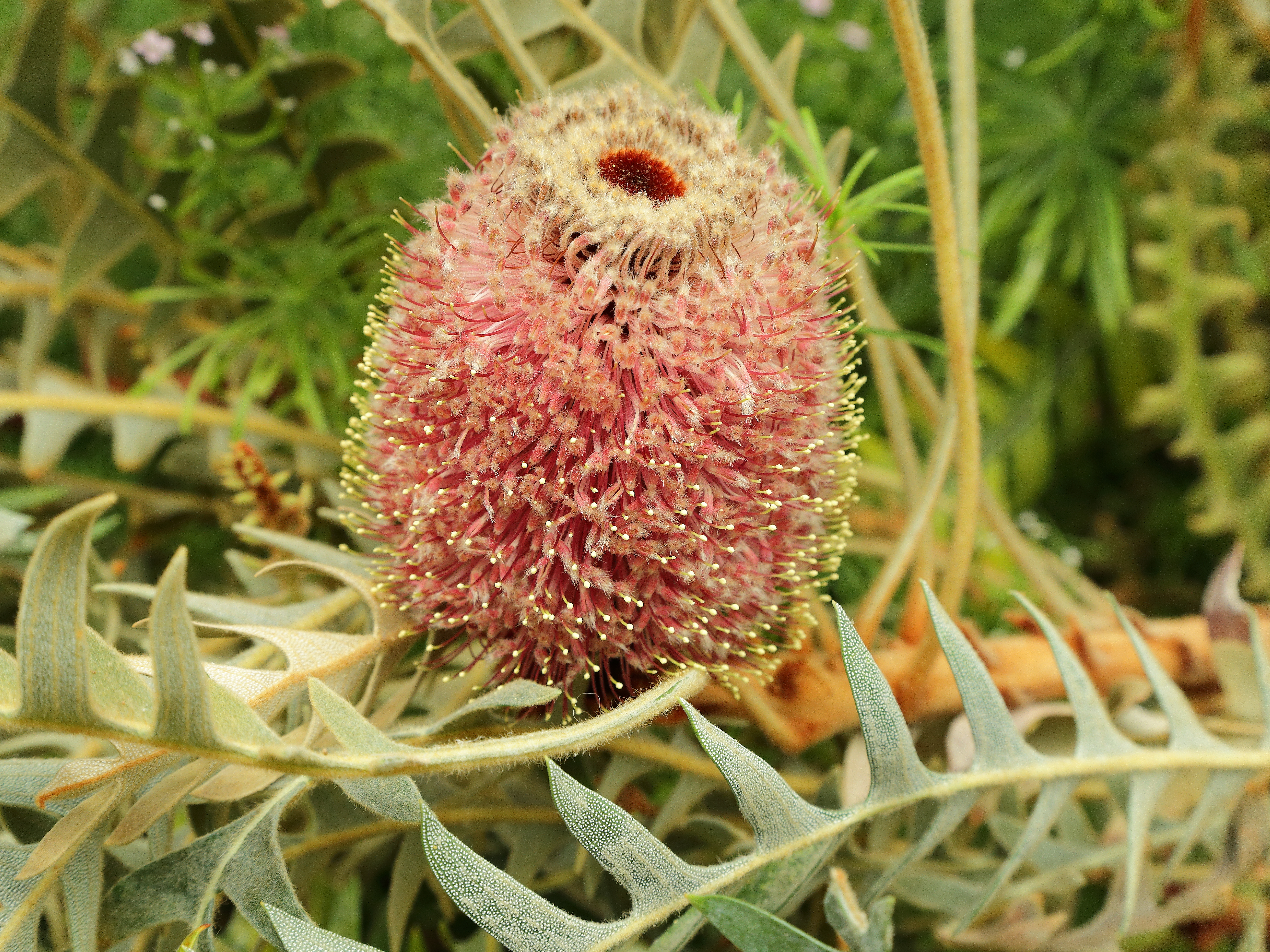
Banksia blechnifolia

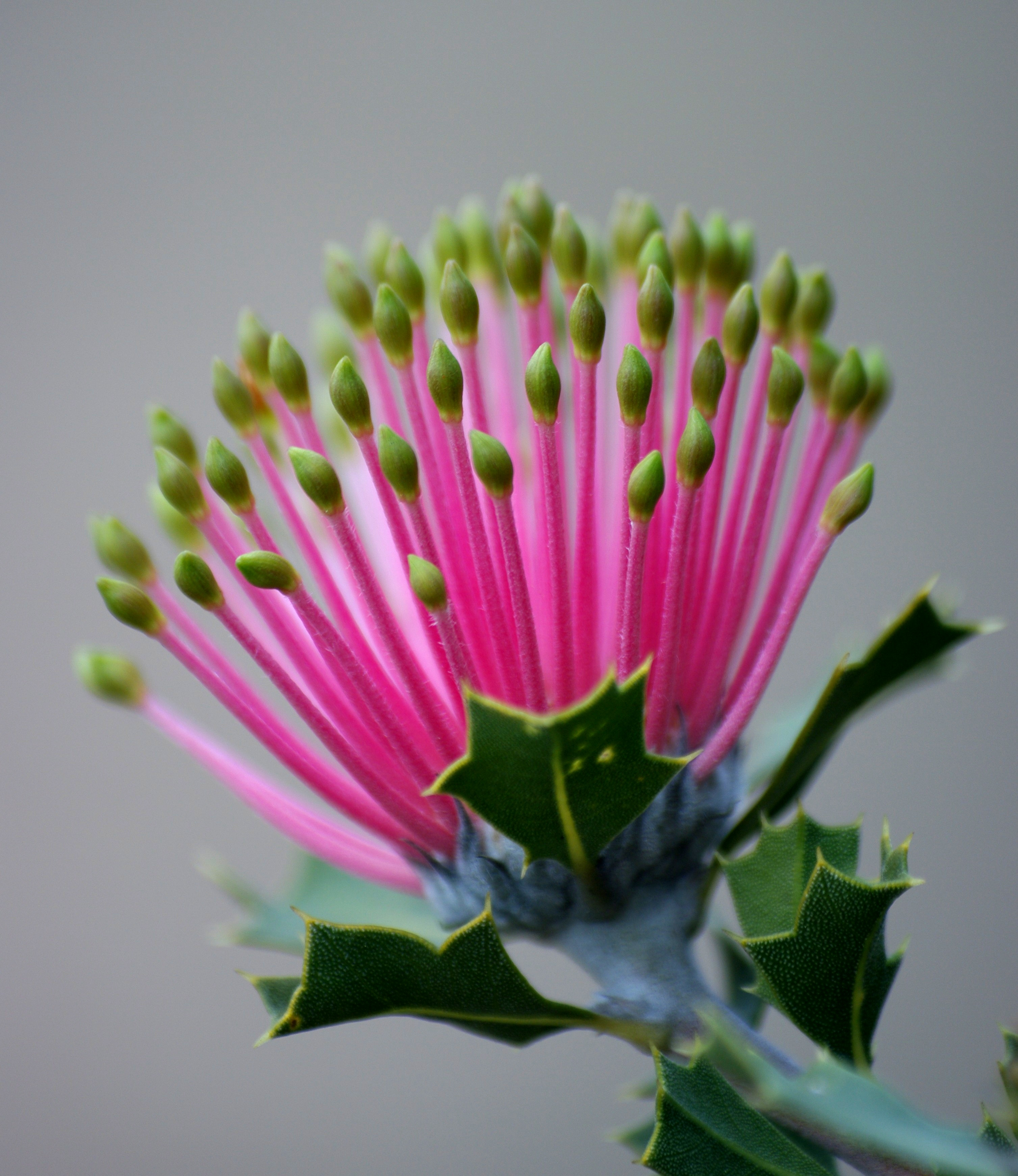
Banksia cuneata

LiścieWydłużone, lancetowate, o ząbkowanych brzegach, skórzaste.
KwiatyDrobne, barwne, zebrane w kwiatostany walcowatego kształtu. Ze względu na bardzo długie słupki i pręciki ich kształt może się kojarzyć ze szczotkami do mycia butelek.
OwoceMieszki.

## Systematyka

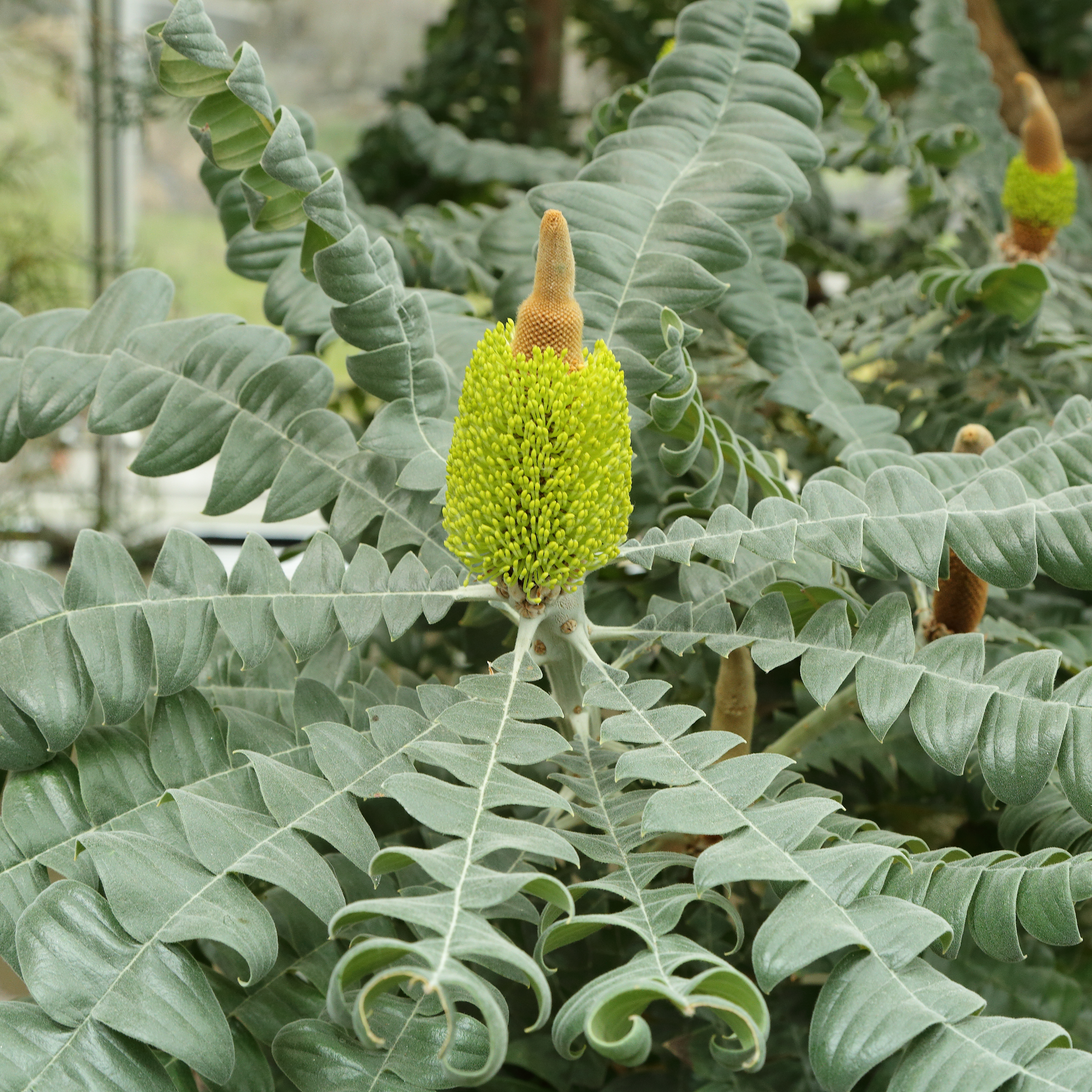
Banksia grandis

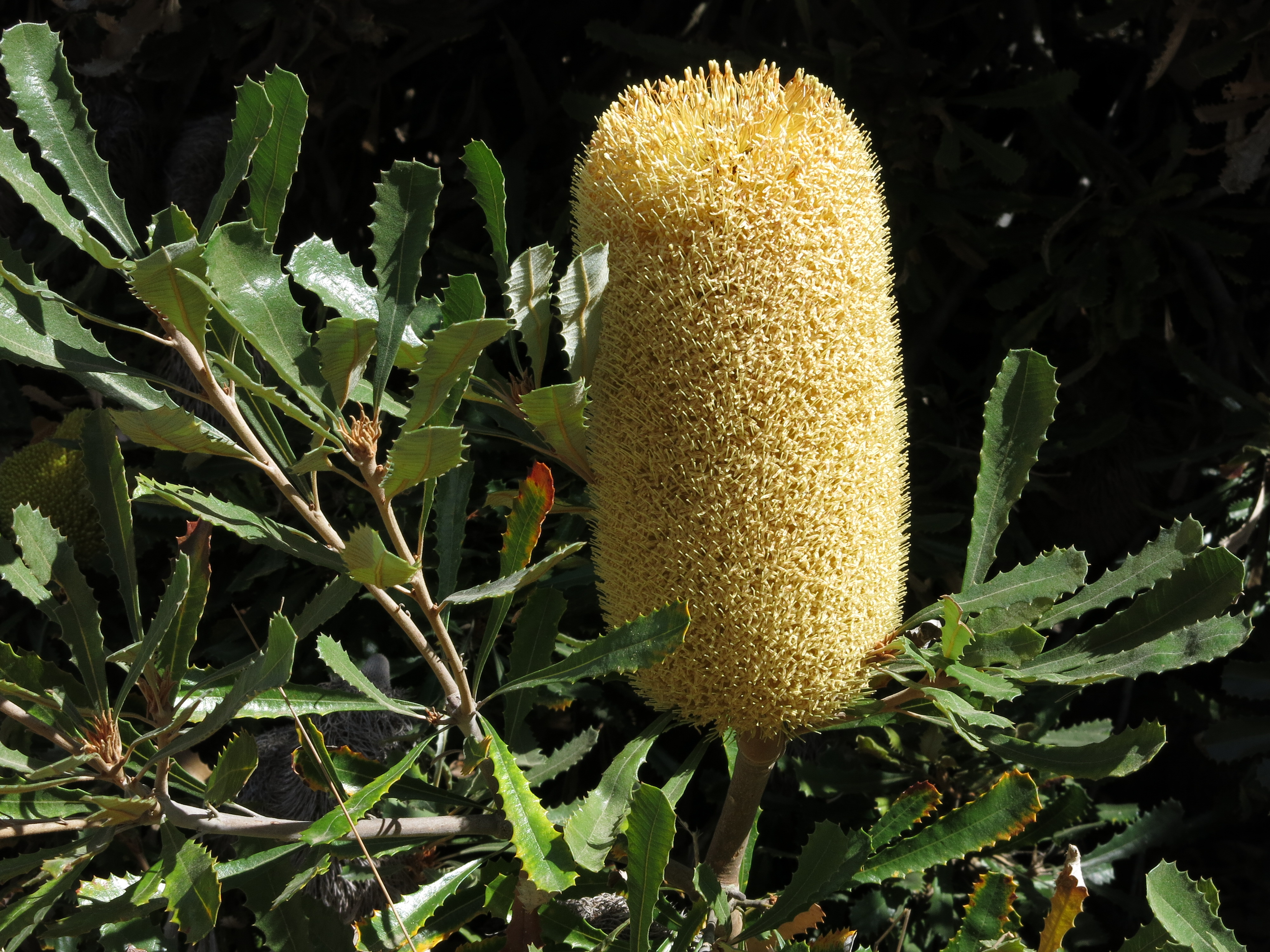
Banksia media

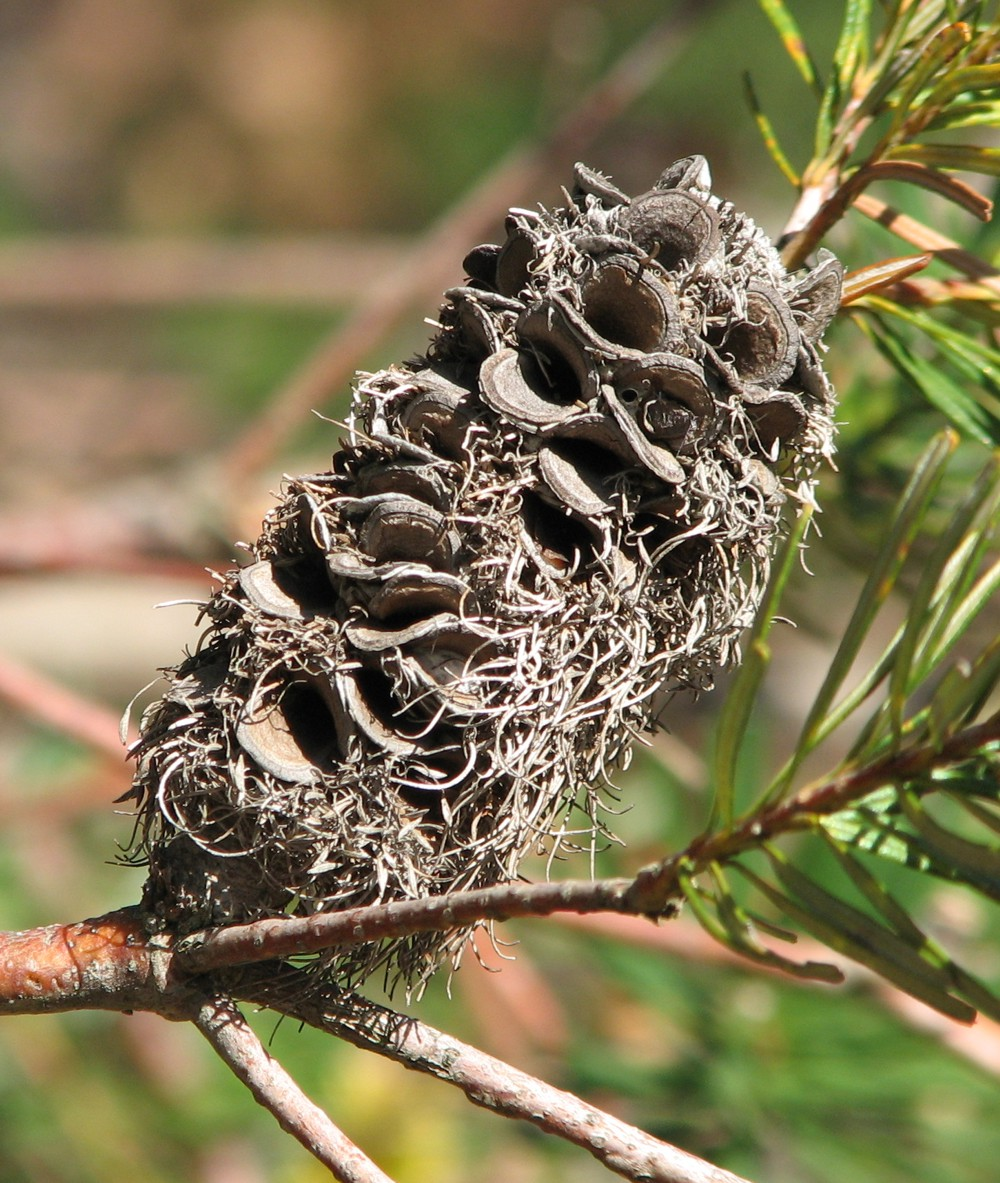
Owoce Banksia marginata

Pozycja systematyczna według APweb (aktualizowany system APG IV z 2016)
Rodzaj z rodziny srebrnikowatych (Proteaceae), która wraz z siostrzaną rodziną platanowatych (Platanaceae) wchodzą w skład rzędu srebrnikowców (Proteales), stanowiącego jedną ze starszych linii rozwojowych dwuliściennych właściwych.
Wykaz gatunków
- Banksia acanthopoda (A.S.George) A.R.Mast & K.R.Thiele
- Banksia aculeata A.S.George
- Banksia acuminata A.R.Mast & K.R.Thiele
- Banksia aemula R.Br.
- Banksia alliacea A.R.Mast & K.R.Thiele
- Banksia anatona (A.S.George) A.R.Mast & K.R.Thiele
- Banksia aquilonia (A.S.George) A.S.George
- Banksia arborea (C.A.Gardner) A.R.Mast & K.R.Thiele
- Banksia arctotidis (R.Br.) A.R.Mast & K.R.Thiele
- Banksia armata (R.Br.) A.R.Mast & K.R.Thiele
- Banksia ashbyi Baker f.
- Banksia attenuata R.Br.
- Banksia audax C.A.Gardner
- Banksia aurantia (A.S.George) A.R.Mast & K.R.Thiele
- Banksia baueri R.Br.
- Banksia baxteri R.Br.
- Banksia bella A.R.Mast & K.R.Thiele
- Banksia benthamiana C.A.Gardner
- Banksia bipinnatifida (R.Br.) A.R.Mast & K.R.Thiele
- Banksia biterax A.R.Mast & K.R.Thiele
- Banksia blechnifolia F.Muell.
- Banksia borealis (A.S.George) A.R.Mast & K.R.Thiele
- Banksia brevidentata (A.S.George) K.R.Thiele
- Banksia brownii Baxter ex R.Br.
- Banksia brunnea A.R.Mast & K.R.Thiele
- Banksia burdettii Baker f.
- Banksia caleyi R.Br.
- Banksia calophylla (R.Br.) A.R.Mast & K.R.Thiele
- Banksia candolleana Meisn.
- Banksia canei J.H.Willis
- Banksia carlinoides (Meisn.) A.R.Mast & K.R.Thiele
- Banksia catoglypta (A.S.George) A.R.Mast & K.R.Thiele
- Banksia chamaephyton A.S.George
- Banksia cirsioides (Meisn.) A.R.Mast & K.R.Thiele
- Banksia coccinea R.Br. – banksja szkarłatna
- Banksia collina R.Br.
- Banksia columnaris (A.S.George) A.R.Mast & K.R.Thiele
- Banksia comosa (Meisn.) A.R.Mast & K.R.Thiele
- Banksia concinna (R.Br.) A.R.Mast & K.R.Thiele
- Banksia conferta A.S.George
- Banksia corvijuga (A.S.George) A.R.Mast & K.R.Thiele
- Banksia croajingolensis Molyneux & Forrester
- Banksia cuneata A.S.George
- Banksia cunninghamii Sieber ex Rchb.
- Banksia cynaroides (C.A.Gardner) A.R.Mast & K.R.Thiele
- Banksia cypholoba (A.S.George) A.R.Mast & K.R.Thiele
- Banksia dallanneyi A.R.Mast & K.R.Thiele
- Banksia densa A.R.Mast & K.R.Thiele
- Banksia dentata L.f.
- Banksia dolichostyla (A.S.George) K.R.Thiele
- Banksia drummondii (Meisn.) A.R.Mast & K.R.Thiele
- Banksia dryandroides W.Baxter ex Sweet
- Banksia echinata (A.S.George) A.R.Mast & K.R.Thiele
- Banksia elderiana F.Muell. & Tate
- Banksia elegans Meisn.
- Banksia epica A.S.George
- Banksia epimicta (A.S.George) A.R.Mast & K.R.Thiele
- Banksia ericifolia L.f.
- Banksia erythrocephala (C.A.Gardner) A.R.Mast & K.R.Thiele
- Banksia falcata (R.Br.) A.R.Mast & K.R.Thiele
- Banksia fasciculata (A.S.George) A.R.Mast & K.R.Thiele
- Banksia fililoba (A.S.George) A.R.Mast & K.R.Thiele
- Banksia foliolata (R.Br.) A.R.Mast & K.R.Thiele
- Banksia foliosissima (C.A.Gardner) A.R.Mast & K.R.Thiele
- Banksia formosa (R.Br.) A.R.Mast & K.R.Thiele
- Banksia fraseri (R.Br.) A.R.Mast & K.R.Thiele
- Banksia fuscobractea (A.S.George) A.R.Mast & K.R.Thiele
- Banksia gardneri A.S.George
- Banksia glaucifolia A.R.Mast & K.R.Thiele
- Banksia goodii R.Br.
- Banksia grandis Willd.
- Banksia grossa A.S.George
- Banksia heliantha A.R.Mast & K.R.Thiele
- Banksia hewardiana (Meisn.) A.R.Mast & K.R.Thiele
- Banksia hiemalis (A.S.George) K.R.Thiele
- Banksia hirta A.R.Mast & K.R.Thiele
- Banksia hookeriana Meisn.
- Banksia horrida (Meisn.) A.R.Mast & K.R.Thiele
- Banksia idiogenes (A.S.George) A.R.Mast & K.R.Thiele
- Banksia ilicifolia R.Br.
- Banksia incana A.S.George
- Banksia insulanemorecincta (A.S.George) A.R.Mast & K.R.Thiele
- Banksia integrifolia L.f.
- Banksia ionthocarpa (A.S.George) A.R.Mast & K.R.Thiele
- Banksia kippistiana (Meisn.) A.R.Mast & K.R.Thiele
- Banksia laevigata Meisn.
- Banksia lanata A.S.George
- Banksia laricina C.A.Gardner
- Banksia lemanniana Meisn.
- Banksia lepidorhiza (A.S.George) A.R.Mast & K.R.Thiele
- Banksia leptophylla A.S.George
- Banksia lindleyana Meisn.
- Banksia littoralis R.Br.
- Banksia lullfitzii C.A.Gardner
- Banksia marginata Cav.
- Banksia media R.Br.
- Banksia meganotia (A.S.George) A.R.Mast & K.R.Thiele
- Banksia meisneri Lehm.
- Banksia menziesii R.Br.
- Banksia micrantha A.S.George
- Banksia mimica (A.S.George) A.R.Mast & K.R.Thiele
- Banksia montana (C.A.Gardner ex A.S.George) A.R.Mast & K.R.Thiele
- Banksia mucronulata (R.Br.) A.R.Mast & K.R.Thiele
- Banksia nana (Meisn.) A.R.Mast & K.R.Thiele
- Banksia neoanglica (A.S.George) Stimpson & J.J.Bruhl
- Banksia nivea Labill.
- Banksia nobilis (Lindl.) A.R.Mast & K.R.Thiele
- Banksia nutans R.Br.
- Banksia oblongifolia Cav.
- Banksia obovata A.R.Mast & K.R.Thiele
- Banksia obtusa (R.Br.) A.R.Mast & K.R.Thiele
- Banksia occidentalis R.Br.
- Banksia octotriginta (A.S.George) A.R.Mast & K.R.Thiele
- Banksia oligantha A.S.George
- Banksia oreophila A.S.George
- Banksia ornata F.Muell. ex Meisn.
- Banksia pallida (A.S.George) A.R.Mast & K.R.Thiele
- Banksia paludosa R.Br.
- Banksia parva (A.S.George) K.R.Thiele
- Banksia pellaeifolia A.R.Mast & K.R.Thiele
- Banksia penicillata (A.S.George) K.R.Thiele
- Banksia petiolaris F.Muell.
- Banksia pilostylis C.A.Gardner
- Banksia plagiocarpa A.S.George
- Banksia platycarpa (A.S.George) A.R.Mast & K.R.Thiele
- Banksia plumosa (R.Br.) A.R.Mast & K.R.Thiele
- Banksia polycephala (Benth.) A.R.Mast & K.R.Thiele
- Banksia porrecta (A.S.George) A.R.Mast & K.R.Thiele
- Banksia praemorsa Andrews
- Banksia prionophylla A.R.Mast & K.R.Thiele
- Banksia prionotes Lindl.
- Banksia prolata A.R.Mast & K.R.Thiele
- Banksia proteoides (Lindl.) A.R.Mast & K.R.Thiele
- Banksia pseudoplumosa (A.S.George) A.R.Mast & K.R.Thiele
- Banksia pteridifolia (R.Br.) A.R.Mast & K.R.Thiele
- Banksia pulchella R.Br.
- Banksia purdieana (Diels) A.R.Mast & K.R.Thiele
- Banksia quercifolia R.Br.
- Banksia recurvistylis K.R.Thiele
- Banksia repens Labill.
- Banksia robur Cav.
- Banksia rosserae Olde & Marriott
- Banksia rufa A.R.Mast & K.R.Thiele
- Banksia rufistylis (A.S.George) A.R.Mast & K.R.Thiele
- Banksia saxicola A.S.George
- Banksia scabrella A.S.George
- Banksia sceptrum Meisn.
- Banksia sclerophylla (Meisn.) A.R.Mast & K.R.Thiele
- Banksia seminuda (A.S.George) Rye
- Banksia seneciifolia (R.Br.) A.R.Mast & K.R.Thiele
- Banksia serra (R.Br.) A.R.Mast & K.R.Thiele
- Banksia serrata L.f.
- Banksia serratuloides (Meisn.) A.R.Mast & K.R.Thiele
- Banksia sessilis (Knight) A.R.Mast & K.R.Thiele
- Banksia shanklandiorum (Randall) A.R.Mast & K.R.Thiele
- Banksia shuttleworthiana (Meisn.) A.R.Mast & K.R.Thiele
- Banksia solandri R.Br.
- Banksia speciosa R.Br.
- Banksia sphaerocarpa R.Br.
- Banksia spinulosa Sm.
- Banksia splendida A.R.Mast & K.R.Thiele
- Banksia squarrosa (R.Br.) A.R.Mast & K.R.Thiele
- Banksia stenoprion (Meisn.) A.R.Mast & K.R.Thiele
- Banksia strictifolia A.R.Mast & K.R.Thiele
- Banksia stuposa (Lindl.) A.R.Mast & K.R.Thiele
- Banksia subpinnatifida (C.A.Gardner) A.R.Mast & K.R.Thiele
- Banksia subulata (C.A.Gardner) A.R.Mast & K.R.Thiele
- Banksia telmatiaea A.S.George
- Banksia tenuis A.R.Mast & K.R.Thiele
- Banksia tortifolia (Kippist ex Meisn.) A.R.Mast & K.R.Thiele
- Banksia tricuspis Meisn.
- Banksia tridentata (Meisn.) B.D.Jacks.
- Banksia trifontinalis (A.S.George) A.R.Mast & K.R.Thiele
- Banksia undata A.R.Mast & K.R.Thiele
- Banksia verticillata R.Br.
- Banksia vestita (Meisn.) A.R.Mast & K.R.Thiele
- Banksia victoriae Meisn.
- Banksia vincentia Stimpson & P.H.Weston
- Banksia violacea C.A.Gardner
- Banksia viscida (A.S.George) A.R.Mast & K.R.Thiele
- Banksia wonganensis (A.S.George) A.R.Mast & K.R.Thiele
- Banksia xylothemelia (A.S.George) A.R.Mast & K.R.Thiele
- Banksia zygocephala K.R.Thiele